# Râul Dobrotfor
Râul Dobrotfor este un curs de apă, afluent al râului Zeletin. 